# Royal Cork Yacht Club
Lo Royal Cork Yacht Club (abbreviato RCYC) è uno yacht club fondato nel 1720 a Crosshaven. 
È il più antico yacht club al mondo. 